# Distritos militares da Reconstrução

Mapa dos cinco distritos militares da Reconstrução
Primeiro Distrito Militar
Segundo Distrito Militar
Terceiro Distrito Militar
Quarto Distrito Militar
Quinto Distrito Militar

Após o fim da Guerra Civil Americana, cinco Distritos Militares da Reconstrução do Exército dos EUA foram estabelecidos como unidades administrativas temporárias do Departamento de Guerra dos EUA no Sul dos Estados Unidos. Os distritos foram estipulados pelos Atos de Reconstrução durante o período de Reconstrução após a Guerra Civil Americana.

## Criação dos distritos militares
Em março de 1867, os republicanos radicais no Congresso ficaram frustrados com as políticas de reconstrução do presidente Andrew Johnson, que, eles acreditavam, permitiam que muitos ex-oficiais confederados ocupassem cargos públicos no Sul. Políticos do Partido Democrata politicamente empoderados que eram ex-confederados obstruíam os direitos civis dos afro-americanos recém-libertados. Para os republicanos, esses direitos, que permitiriam que a ideologia pré-guerra de abolição se traduzisse em liberdade real, eram essenciais.
Em resposta, os republicanos do Congresso aprovaram uma infinidade de projetos de lei promovendo políticas rígidas de reconstrução, conhecidas como Atos de Reconstrução, o mais importante dos quais sendo "Um Ato para prover um Governo mais eficiente dos Estados Rebeldes". Este ato, aprovado em 2 de março de 1867, dividiu os antigos Estados Confederados (exceto o Tennessee, após ratificar a 14ª Emenda) em cinco distritos militares separados. Os Atos de Reconstrução exigiam que cada antigo estado confederado realizasse uma Convenção Constitucional, adotasse uma nova Constituição Estadual e ratificasse a 14ª Emenda antes de se juntar novamente à União. Os cinco distritos e os estados dentro deles eram:
- Primeiro Distrito Militar (Virgínia)
- Segundo Distrito Militar (Carolina do Norte, Carolina do Sul)
- Terceiro Distrito Militar (Geórgia, Alabama e Flórida)
- Quarto Distrito Militar (Arkansas e Mississippi)
- Quinto Distrito Militar  (Texas e Luisiana)

Cada um desses distritos caiu sob o comando de antigos oficiais generais do Exército da União para supervisionar a substituição de antigos oficiais confederados indesejáveis e usar a força militar para garantir a segurança dos afro-americanos libertados e manter a paz. No entanto, logo ficou claro que os comandantes do exército nomeados só poderiam agir como mantenedores da paz até que o presidente revelasse uma política de Reconstrução adequada.